# Rudolf Batz
Pour les articles homonymes, voir Batz.
Rudolf Batz, né le 10 novembre 1903 à Bad Langensalza et mort par suicide le 8 février 1961 à Wuppertal, est un officier SS allemand et chef de l'Einsatzkommando 2 pendant la Seconde Guerre mondiale.

## Biographie
Né à Bad Langensalza en Thuringe, il suit un cursus de jurisprudence à l'université de Göttingen, avant de rejoindre le parti nazi le 1er mai 1933 et la SS le 10 décembre 1935. En 1942, il est promu au grade d'Obersturmbannführer.
Au début de l'invasion allemande de l'Union soviétique, entre juin et novembre 1941, il est chef d'une unité d'environ 40 hommes, l'Einsatzkommando 2 de l'Einsatzgruppe A, supervisant l'extermination de tous les « ennemis du Reich » et les Juifs des États baltes. En 1943, Batz devient commandant de la Sicherheitspolizei à Cracovie et peu de temps après, chef de la Gestapo à Hanovre.
Après la guerre, Batz vécut longtemps paisiblement en Allemagne de l'Ouest jusqu'à son arrestation en 1961. Il se suicida pendant sa détention préventive pour éviter tout jugement,.